# Llista de topònims de Campins
Llista de topònims (noms propis de lloc) del municipi de Campins, al Vallès Oriental
Informació actualitzada per un bot. Els canvis manuals es perdran quan s'actualitzi!

## edifici
| imatge | Nom            | Ubicat a | instància de | Detalls                     | coordenades                                                                        | Protecció                                  | Commons (més fotos)      | Dades a WD                    |
| ------ | -------------- | -------- | ------------ | --------------------------- | ---------------------------------------------------------------------------------- | ------------------------------------------ | ------------------------ | ----------------------------- |
|        | Forn de ciment | Campins  | edifici      | Estil: arquitectura popular |                                                                                    | bé integrant del patrimoni cultural català |                          | Modifica les dades a Wikidata |
|        | Rectoria vella | Campins  | edifici      | Estil: arquitectura popular | 41° 43′ 29″ N, 2° 27′ 51″ E / 41.72471°N,2.46425°E ca:Camí Vell de Sant Celoni, 20 | bé integrant del patrimoni cultural català | Rectoria vella (Campins) | Modifica les dades a Wikidata |
|        | la Rajoleria   | Campins  | edifici      | Estil: arquitectura popular | 41° 43′ 39″ N, 2° 27′ 51″ E / 41.72738°N,2.46419°E                                 | bé integrant del patrimoni cultural català |                          | Modifica les dades a Wikidata |

## església
| imatge | Nom                    | Ubicat a | instància de                 | Detalls                                             | coordenades                                                                | Protecció                                  | Commons (més fotos)     | Dades a WD                    |
| ------ | ---------------------- | -------- | ---------------------------- | --------------------------------------------------- | -------------------------------------------------------------------------- | ------------------------------------------ | ----------------------- | ----------------------------- |
|        | Ermita de Sant Guillem | Campins  | església masia               | Estil: arquitectura popular                         | 41° 43′ 11″ N, 2° 28′ 08″ E / 41.71974°N,2.46885°E ca:Camí de Sant Guillem | bé cultural d'interès local                | Sant Guillem de Campins | Modifica les dades a Wikidata |
|        | Sant Joan de Campins   | Campins  | església església parroquial | Estil: arquitectura romànica arquitectura eclèctica | 41° 43′ 29″ N, 2° 27′ 50″ E / 41.72473°N,2.46384°E                         | bé integrant del patrimoni cultural català | Sant Joan de Campins    | Modifica les dades a Wikidata |

## masia
| imatge | Nom              | Ubicat a | instància de | Detalls                                    | coordenades                                                                                          | Protecció                                  | Commons (més fotos)   | Dades a WD                    |
| ------ | ---------------- | -------- | ------------ | ------------------------------------------ | --- | ------------------------------------------ | --------------------- | ----------------------------- |
|        | Ca l'Ermengol    | Campins  | masia        | Estil: arquitectura popular                | 41° 43′ 40″ N, 2° 28′ 05″ E / 41.72784°N,2.46816°E ca:Camí antic de Sant Fe, 3                       | bé integrant del patrimoni cultural català |                       | Modifica les dades a Wikidata |
|        | Ca l'Isidre      | Campins  | masia        |                                            | 41° 43′ 35″ N, 2° 27′ 42″ E / 41.7264864634717°N,2.46177454527698°E                                  |                                            |                       | Modifica les dades a Wikidata |
|        | Can Barba        | Campins  | masia        |                                            | 41° 44′ 10″ N, 2° 28′ 17″ E / 41.7362223835814°N,2.47132539564143°E                                  |                                            |                       | Modifica les dades a Wikidata |
|        | Can Benet        | Campins  | masia        | 19th century                               | 41° 44′ 09″ N, 2° 27′ 37″ E / 41.735934084494°N,2.4601583422936°E ca:Ctra. De Santa Fe, 18           |                                            |                       | Modifica les dades a Wikidata |
|        | Can Bruguera     | Campins  | masia        | 20th century                               | 41° 43′ 29″ N, 2° 28′ 15″ E / 41.7248531517864°N,2.47081745710567°E ca:Turó de Can Guilla            |                                            |                       | Modifica les dades a Wikidata |
|        | Can Canal        | Campins  | masia        | Estil: arquitectura popular                | 41° 43′ 52″ N, 2° 28′ 10″ E / 41.73102°N,2.46938°E ca:Camí antic de Santa Fe, 6                      | bé cultural d'interès local                |                       | Modifica les dades a Wikidata |
|        | Can Climent      | Campins  | masia        |                                            | 41° 42′ 58″ N, 2° 28′ 04″ E / 41.7161107030079°N,2.46765542658469°E                                  |                                            |                       | Modifica les dades a Wikidata |
|        | Can Colell       | Campins  | masia        |                                            | 41° 43′ 38″ N, 2° 28′ 24″ E / 41.727306012223°N,2.47341844482894°E                                   |                                            |                       | Modifica les dades a Wikidata |
|        | Can Conill       | Campins  | masia        |                                            | 41° 43′ 13″ N, 2° 29′ 14″ E / 41.7203069349595°N,2.48722894596205°E                                  |                                            |                       | Modifica les dades a Wikidata |
|        | Can Dama         | Campins  | masia        |                                            | 41° 43′ 18″ N, 2° 28′ 40″ E / 41.7216160472497°N,2.47791319317376°E                                  |                                            |                       | Modifica les dades a Wikidata |
|        | Can Felonet      | Campins  | masia        |                                            | 41° 43′ 00″ N, 2° 28′ 38″ E / 41.7167764797341°N,2.47730320145145°E                                  |                                            |                       | Modifica les dades a Wikidata |
|        | Can Fèlix Nou    | Campins  | masia        | 19th century                               | 41° 43′ 14″ N, 2° 28′ 33″ E / 41.7206694405566°N,2.47574483138881°E ca:Veïnat de la Pocafarina       |                                            |                       | Modifica les dades a Wikidata |
|        | Can Fèlix Vell   | Campins  | masia        |                                            | 41° 43′ 27″ N, 2° 28′ 27″ E / 41.7240845801425°N,2.47409398360547°E ca:Veïnat de la Pocafarina       |                                            |                       | Modifica les dades a Wikidata |
|        | Can Garrell      | Campins  | masia        |                                            | 41° 43′ 56″ N, 2° 28′ 42″ E / 41.7320845896393°N,2.47842964984172°E ca:Drecera de Gualba, 5 357 msnm | bé cultural d'interès local                |                       | Modifica les dades a Wikidata |
|        | Can Gepic        | Campins  | masia        |                                            | 41° 43′ 07″ N, 2° 28′ 35″ E / 41.7187175561293°N,2.47632572326147°E                                  |                                            |                       | Modifica les dades a Wikidata |
|        | Can Guilla       | Campins  | masia        | 19th century                               | 41° 43′ 29″ N, 2° 28′ 09″ E / 41.7248369923603°N,2.46926662172702°E ca:Camí de Can Bruguera, 4       |                                            |                       | Modifica les dades a Wikidata |
|        | Can Joanet       | Campins  | masia        |                                            | 41° 43′ 36″ N, 2° 28′ 26″ E / 41.7266681326133°N,2.47377233078037°E                                  |                                            |                       | Modifica les dades a Wikidata |
|        | Can Masó         | Campins  | masia        | Estil: arquitectura popular 18th century   | 41° 43′ 43″ N, 2° 27′ 57″ E / 41.72861°N,2.46583°E ca:Ctra. De Campins a Santa Fe, 31                | bé cultural d'interès local                | Can Masó (Campins)    | Modifica les dades a Wikidata |
|        | Can Perepoc      | Campins  | masia        |                                            | 41° 44′ 19″ N, 2° 28′ 15″ E / 41.738686402558°N,2.4709582185682°E ca:Crtra. de Santa Fe, 20 653 msnm |                                            | Can Perepoc           | Modifica les dades a Wikidata |
|        | Can Pereres Nou  | Campins  | masia        | Estil: arquitectura popular                | 41° 44′ 29″ N, 2° 28′ 18″ E / 41.74146°N,2.47164°E ca:Ctra. De Santa Fe, 22                          | bé integrant del patrimoni cultural català |                       | Modifica les dades a Wikidata |
|        | Can Pereres Vell | Campins  | masia        | Estil: arquitectura barroca                | 41° 44′ 32″ N, 2° 28′ 25″ E / 41.74223°N,2.47355°E ca:Ctra. De Santa Fe, 24                          | bé cultural d'interès local                |                       | Modifica les dades a Wikidata |
|        | Can Pitarra      | Campins  | masia        | Estil: arquitectura eclèctica 19th century | 41° 43′ 36″ N, 2° 28′ 11″ E / 41.72665°N,2.46975°E ca:Camí antic de Sant Celoni, 3                   | bé cultural d'interès local                | Can Pitarra (Campins) | Modifica les dades a Wikidata |
|        | Can Plana        | Campins  | masia        |                                            | 41° 43′ 16″ N, 2° 28′ 29″ E / 41.7211869994128°N,2.47468265974342°E                                  |                                            |                       | Modifica les dades a Wikidata |
|        | Can Ponç         | Campins  | masia        |                                            | 41° 43′ 23″ N, 2° 27′ 52″ E / 41.7231573340373°N,2.46444732122051°E                                  |                                            |                       | Modifica les dades a Wikidata |
|        | Can Prat         | Campins  | masia        |                                            | 41° 43′ 48″ N, 2° 28′ 10″ E / 41.72995°N,2.46938°E ca:Camí antic de Santa Fe, 9 393 msnm             | bé cultural d'interès local                |                       | Modifica les dades a Wikidata |
|        | Can Quaranta     | Campins  | masia        |                                            | 41° 43′ 46″ N, 2° 28′ 30″ E / 41.7295382076024°N,2.47504748806456°E ca:Drecera de Gualba, 18         |                                            |                       | Modifica les dades a Wikidata |
|        | Can Rectoret     | Campins  | masia        |                                            | 41° 43′ 13″ N, 2° 28′ 35″ E / 41.7203210831465°N,2.47638483765569°E                                  |                                            |                       | Modifica les dades a Wikidata |
|        | Can Romà         | Campins  | masia        |                                            | 41° 43′ 56″ N, 2° 28′ 09″ E / 41.7320966210074°N,2.46925496417611°E                                  |                                            |                       | Modifica les dades a Wikidata |
|        | Can Salvi        | Campins  | masia        |                                            | 41° 43′ 49″ N, 2° 28′ 03″ E / 41.7303408090794°N,2.46742974009144°E ca:Ctra. De Santa Fe, 16         |                                            |                       | Modifica les dades a Wikidata |
|        | Can Serrà        | Campins  | masia        |                                            | 41° 43′ 39″ N, 2° 28′ 08″ E / 41.7274653966755°N,2.46890833158688°E                                  |                                            |                       | Modifica les dades a Wikidata |
|        | Can Sura         | Campins  | masia        |                                            | 41° 43′ 04″ N, 2° 27′ 53″ E / 41.7177451394349°N,2.46467258242752°E ca:Camí Vell de Sant Celoni      |                                            |                       | Modifica les dades a Wikidata |
|        | Can Teixidor     | Campins  | masia        |                                            | 41° 43′ 00″ N, 2° 28′ 11″ E / 41.7166337016217°N,2.46973082642542°E                                  |                                            |                       | Modifica les dades a Wikidata |
|        | Can Tomàs        | Campins  | masia        | 20th century                               | 41° 42′ 55″ N, 2° 28′ 28″ E / 41.7153487683026°N,2.47432148051204°E ca:Turó de Can Tomàs             |                                            |                       | Modifica les dades a Wikidata |
|        | Can Tàpies       | Campins  | masia        |                                            | 41° 43′ 51″ N, 2° 28′ 10″ E / 41.730764239746°N,2.4693981970836°E                                    |                                            |                       | Modifica les dades a Wikidata |
|        | el Figueral      | Campins  | masia        | 17th century                               | 41° 43′ 06″ N, 2° 28′ 02″ E / 41.7182159918311°N,2.46714515999189°E ca:Camí de Can Pons, 2 275 msnm  | bé cultural d'interès local                |                       | Modifica les dades a Wikidata |
|        | el Regàs         | Campins  | masia        |                                            | 41° 43′ 32″ N, 2° 27′ 43″ E / 41.725469944849°N,2.46204753793473°E                                   |                                            |                       | Modifica les dades a Wikidata |
|        | la Casa Blanca   | Campins  | masia        |                                            | 41° 43′ 41″ N, 2° 28′ 08″ E / 41.7280866928396°N,2.46886714370902°E                                  |                                            |                       | Modifica les dades a Wikidata |
|        | la Casa Nova     | Campins  | masia        |                                            | 41° 43′ 14″ N, 2° 28′ 11″ E / 41.7205430081725°N,2.46978284401336°E                                  |                                            |                       | Modifica les dades a Wikidata |

## Misc
| imatge | Nom                          | Ubicat a | instància de                                                                   | Detalls                                  | coordenades                                                                                        | Protecció                                  | Commons (més fotos)            | Dades a WD                    |
| ------ | ---------------------------- | -------- | ------------------------------------------------------------------------------ | ---------------------------------------- | -------------------------------------------------------------------------------------------------- | ------------------------------------------ | ------------------------------ | ----------------------------- |
|        | Campins                      | Campins  | entitat singular de població capital municipal ens local històric de Catalunya | 609 hab                                  | 41° 43′ 00″ N, 2° 28′ 00″ E / 41.71667°N,2.46667°E 320 msnm                                        |                                            |                                | Modifica les dades a Wikidata |
|        | Pont de Can Massó            | Campins  | pont                                                                           | 19th century Estat: malmès               | 41° 43′ 46″ N, 2° 28′ 02″ E / 41.72931°N,2.46728°E ca:Ctra. De Campins a Santa Fe BV-5114, km. 6,5 |                                            |                                | Modifica les dades a Wikidata |
|        | casa consistorial de Campins | Campins  | casa consistorial                                                              |                                          | 41° 43′ 29″ N, 2° 27′ 48″ E / 41.724794°N,2.4634618°E                                              |                                            |                                | Modifica les dades a Wikidata |
|        | creu de Sant Guillem         | Campins  | creu de terme creu de la Santa Missió                                          | Estil: arquitectura modernista           | 41° 43′ 16″ N, 2° 28′ 04″ E / 41.72116°N,2.46769°E                                                 | bé integrant del patrimoni cultural català | Creu de Sant Guillem (Campins) | Modifica les dades a Wikidata |
|        | font de Montserrat           | Campins  | font                                                                           | Estil: arquitectura popular 20th century | 41° 43′ 24″ N, 2° 27′ 47″ E / 41.72321°N,2.46315°E ca:Nucli de Campins                             | bé integrant del patrimoni cultural català |                                | Modifica les dades a Wikidata |